# Чокирлія (Яломіца)
Чокирлія (рум. Ciocârlia) — село у повіті Яломіца в Румунії. Входить до складу комуни Чокирлія.
Село розташоване на відстані 60 км на північний схід від Бухареста, 60 км на північний захід від Слобозії, 127 км на південний захід від Галаца, 126 км на південний схід від Брашова.

## Населення
За даними перепису населення 2002 року у селі проживали 645 осіб, з них 644 особи (99,8%) румунів. Усі жителі села рідною мовою назвали румунську.